# Emiliano Coltorti
Jesus Emiliano Coltorti (Roma, 18 giugno 1974) è un attore, doppiatore, direttore del doppiaggio e dialoghista italiano.

## Biografia
Figlio dell'attore e doppiatore Ennio Coltorti e di origini sarde, ha prestato la sua voce a molti attori come Jason Schwartzman, Sebastian Stan, Paul Dano, Jared Leto, Gael García Bernal, Jeremy Strong, Joseph Morgan, Bill Skarsgård, Benjamin McKenzie, Matthew Gray Gubler, Ben Barnes e molti altri.
Ha avuto le prime esperienze di recitazione nel periodo delle scuole elementari, ha quindi proseguito nel periodo delle scuole medie e poi durante quello delle superiori.
All'epoca delle scuole superiori studiava musica ed era in procinto di esser ammesso come sceneggiatore al Centro Sperimentale di Cinematografia di Roma; ma in seguito ha cambiato idea e, verso i 19 anni, ha cominciato a frequentar alcune sale di doppiaggio nella città e a prender parte a spettacoli teatrali, avendo anche l'occasione di lavorare a produzioni importanti.
Ha prestato la voce a Michael Rosenbaum nel ruolo di Lex Luthor in Smallville e a Colin Hanks in Roswell.
È inoltre sua la voce in moltissime serie TV, quali Criminal Minds nella quale doppia Matthew Gray Gubler, The O.C. in cui doppia Benjamin McKenzie, Nikita in cui doppia Aaron Stanford nel ruolo di Birkhoff e The Originals in cui doppia il protagonista Joseph Morgan nel ruolo di Klaus Mikaelson.
Ha prestato la sua voce anche a film e programmi d'animazione quali Il pianeta del tesoro (Jim Hawkins), La città incantata (Haku, nell'edizione 2003), Coco (Héctor), Nabari (Yoite), The Sky Crawlers - I cavalieri del cielo (Aizu), Il regno di Ga'Hoole - La leggenda dei guardiani (Digger) e Soul Eater (Death the Kid). Ha lavorato anche per serie animate, tra le quali A tutto reality, dove ha doppiato il concorrente Sam. Per un breve periodo ha doppiato anche Jim Parsons in The Big Bang Theory, sostituendo Leonardo Graziano (negli anni successivi lo stesso Parsons sarà doppiato da Coltorti nei film Il diritto di contare e The Boys in the Band).
È anche noto nell'ambiente underground romano per aver recitato nel 1995, assieme a Taiyo Yamanouchi, ne Il giorno del Nerchiopiteco, B-movie a carattere horror-demenziale diretto dal cantante Fabio Pinci, frontman della band Prophilax. Inoltre è un creatore di giochi di ruolo, tra gli autori di Elish, un gioco di ruolo di ambientazione fantasy.
In qualità di attore ha recitato come protagonista nella versione teatrale di Amadeus, diretta da Roman Polański.
Nel 2008 ha interpretato il ruolo di Giulio Flaviano, uno degli antagonisti di Distretto di Polizia 8. Nello stesso anno e nel 2010 ha poi recitato nella serie televisiva prodotta da Sky Cinema, Romanzo criminale in entrambe le stagioni, nel ruolo del Il Nero.
Nel 2019 è la voce di Zazu nel film Il re leone, remake dell'omonimo film del 1994.

## Teatrografia parziale
- Amadeus di Peter Shaffer, regia di Roman Polański
- Ricorda con rabbia di John Osborne, regia di Ennio Coltorti
- Vita di Galileo di Bertolt Brecht, regia di A. Calenda
- Ultimo appello di Bill C. Davis, regia di Bruno Maccallini
- Attori in cerca d'autore, regia di Ennio Coltorti
- Buca di sabbia di Michal Walczak, regia di Lorenzo Amato
- Risveglio di primavera di Frank Wedekind, regia di Lorenzo Amato
- Shakespeare italian family di Giuseppe Manfridi, regia di Claudio Boccaccini
- L'orizzonte di K., scritto e diretto da Roberto Cavosi

## Filmografia

### Cinema
- Un viaggio chiamato amore, regia di Michele Placido (2002)
- Ascolta la canzone del vento, regia di Matteo Petrucci (2003)
- Ovunque sei, regia di Michele Placido (2004)
- Peperoni ripieni e pesci in faccia, regia di Lina Wertmüller (2004)
- Hell's Fever, regia di Alessandro Perrella (2006)
- La direzione del tempo, regia di Vincenzo Stango (2018)
- Figli del destino, regia di Francesco Miccichè e Marco Spagnoli (2019)

### Televisione
- La squadra – serie TV, 1 episodio (2001)
- Don Matteo – serie TV, 1 episodio (2001)
- La memoria e il perdono – film TV (2001)
- Il papa buono – film TV (2003)
- Cinecittà – serie TV (2003)
- Carabinieri - Sotto copertura – film TV (2005)
- La notte breve – film TV (2005)
- Il mio amico Babbo Natale – film TV (2005)
- Il commissario De Luca – miniserie TV, 1 episodio (2008)
- Einstein – miniserie TV, episodio 2 (2008)
- Distretto di Polizia 8 – serie TV, 23 episodi (2008)
- Ho sposato uno sbirro 2 – serie TV, 1 episodio (2010)
- Preferisco il paradiso, regia di Giacomo Campiotti (miniserie TV 2010)
- Romanzo criminale - La serie – serie TV, 22 episodi (2008-2010)
- Mai per amore – miniserie TV, 1 episodio (2012)
- L'ultimo Papa Re – film TV (2013)
- I segreti di Borgo Larici – miniserie TV, 5 episodi (2014)
- Una pallottola nel cuore – serie TV, 1 episodio (2018)
- Nero a metà – serie TV (2020)
- Alfredino - Una storia italiana, regia di Marco Pontecorvo – miniserie TV, 3 episodi (2021)

## Doppiaggio

### Film
- Sebastian Stan in Captain America - Il primo Vendicatore, Captain America: The Winter Soldier, Captain America: Civil War, Black Panther, Avengers: Infinity War, La truffa dei Logan, Avengers: Endgame, Ricomincio da te - Endings, Beginnings, Fresh, Sharper, Ghosted, The Apprentice - Alle origini di Trump, Captain America: Brave New World, Thunderbolts*
- Jason Schwartzman in Hotel Chevalier, Il treno per il Darjeeling, Scott Pilgrim vs. the World, Moonrise Kingdom - Una fuga d'amore, Saving Mr. Banks, Grand Budapest Hotel, Big Eyes, Between Two Ferns - Il film, The French Dispatch of the Liberty, Kansas Evening Sun, Nessuno di speciale, Asteroid City, Megalopolis
- Ben Whishaw in Profumo - Storia di un assassino, Io non sono qui, Ritorno a Brideshead, Cloud Atlas, Heart of the Sea - Le origini di Moby Dick, La vita straordinaria di David Copperfield, Limonov
- Ben Barnes in Le cronache di Narnia - Il principe Caspian, Le cronache di Narnia - Il viaggio del veliero, The Words, Big Wedding, Il settimo figlio, Jackie & Ryan
- Paul Dano in Il petroliere, The Good Heart - Carissimi nemici, Cowboys & Aliens, Being Flynn, Prisoners, 12 anni schiavo, Okja, The Fabelmans, Spaceman, Dumb Money
- Jeremy Strong in Zero Dark Thirty, The Judge, La grande scommessa, Serenity - L'isola dell'inganno, The Gentlemen, Il processo ai Chicago 7
- Eddie Redmayne in The Good Shepherd - L'ombra del potere, Savage Grace, Les Misérables, Jupiter - Il destino dell'universo
- Gael García Bernal ne Il crimine di Padre Amaro, La mala educación, Babel, Blindness - Cecità, Il mio angolo di paradiso, Wasp Network, Old
- Domhnall Gleeson in Il Grinta, Calvario, Vi presento Christopher Robin, Peter Rabbit, Le regine del crimine, Peter Rabbit 2 - Un birbante in fuga
- Aaron Stanford in Tadpole - Un giovane seduttore a New York, X-Men 2, X-Men - Conflitto finale, L'esercito delle 12 scimmie, Deadpool & Wolverine
- Scoot McNairy in Monsters, Cogan - Killing Them Softly, Black Sea, All'ultimo voto, Speak No Evil - Non parlare con gli sconosciuti
- Melvil Poupaud in Grazie a Dio, L'ufficiale e la spia, Estate '85, Un bel mattino, Un colpo di fortuna - Coup de chance
- Chris Rankin in Harry Potter e la pietra filosofale, Harry Potter e la camera dei segreti, Harry Potter e il prigioniero di Azkaban
- Justin Long in Ammesso, The Conspirator, 10 Years, Comic Movie, Jay e Silent Bob - Ritorno a Hollywood, Weapons
- Jared Leto in Dallas Buyers Club, Blade Runner 2049, Morbius, Fino all'ultimo indizio
- Joseph Gordon-Levitt in Shadowboxer, Sguardo nel vuoto, Looper, Un piedipiatti a Beverly Hills - Axel F
- Bill Skarsgård in It, It - Capitolo due, Le strade del male, Barbarian, Nosferatu
- Andrew Scott in Pride, Alice attraverso lo specchio, Catherine, Back in Action
- Giovanni Ribisi in Lost in Translation - L'amore tradotto, Perfect Stranger
- Jonathan Rhys Meyers in Sognando Beckham, Mission: Impossible III
- Luke Treadaway in Attack the Block - Invasione aliena, A spasso con Bob
- Robert Hoffman in Step Up 2 - La strada per il successo, Alieni in soffitta
- Justin Timberlake in Southland Tales - Così finisce il mondo, L'orso Yoghi
- Martin Henderson in Windtalkers, The Ring
- Chris Pratt in Bride Wars - La mia migliore nemica, Take Me Home Tonight, (S)Ex List
- Lochlyn Munro in Scary Movie, Duets
- John White in American Pie presenta: Nudi alla meta, American Pie Presents: Beta House
- Jim Parsons in Il diritto di contare, The Boys in the Band
- Sam Claflin in Le origini del male, 1918 - I giorni del coraggio
- Riz Ahmed in Rogue One: A Star Wars Story
- Quentin Tarantino in The Hateful Eight
- Corbin Bleu in Tre ragazzi e un bottino
- David Dastmalchian in The Suicide Squad - Missione suicida
- Max Minghella in Le idi di marzo
- Matt Smith in Womb, PPZ - Pride + Prejudice + Zombies, Official Secrets - Segreto di stato
- Will Yun Lee in Wolverine - L'immortale
- Harry Treadaway in Ember - Il mistero della città di luce
- Adam Scott in The Wedding Party
- Arjay Smith in The Day After Tomorrow - L'alba del giorno dopo
- Ryan Gosling in Stay - Nel labirinto della mente
- Michael Stahl-David in Cloverfield
- Garrett Hedlund in Eragon
- David Kross in The Reader - A voce alta
- Robert Vito in Missione 3D - Game Over
- Marcus Chait in Million Dollar Baby
- Jonas Jägermeyr in  I ragazzi del Reich
- Kevin McDonald in Epic Movie
- John Gallagher Jr. in Basta che funzioni
- Bence Màtyàssy in Kontroll
- Dov Tiefenbach in Parasomnia
- Hamish Linklater in 90 minuti a New York
- Benoît Magimel in La pianista
- David Krumholtz in I pinguini di Mr. Popper
- René Lavan in Fuga dal Natale
- Yo Oizumi in Fullmetal Alchemist
- Brendan Sexton III in Stanno tutti bene - Everybody's Fine
- James Mackay in Non avere paura del buio
- Chris Pine in Baciati dalla sfortuna
- Andrew Garfield in Gli occhi di Tammy Faye
- Craig Horner in L'abbinamento perfetto
- David Dawson in My Policeman
- Matthew Duckett in L'amante di Lady Chatterley
- Ben Aldridge in Bussano alla porta
- Omid Abtahi in Argo
- Matthias Schweighöfer in Oppenheimer
- Johnny Flynn in One Life
- Guy Burnet in Riposo Forzato
- Bronson Webb in Back to Black
- Yannick van de Velde in Ferry
- Sidar Toksöz in Happy Ending - Il segreto della felicità
- Nicolás Furtado in Goyo
- Marwan Kenzari in Itaca - Il ritorno
- Sabin Tambrea in The Calendar Killer
- Topher Grace in Flight Risk - Trappola ad alta quota
- Manuel Garcia-Rulfo in Jurassic World - La rinascita

### Film TV
- Gael García Bernal in Licantropus
- Shawn Ashmore in La leggenda di Earthsea

### Film d'animazione
- Jim Hawkins in Il pianeta del tesoro
- Haku in La città incantata (doppiaggio Mikado 2003)
- Skan in I figli della pioggia
- Riven in Winx Club - Il segreto del regno perduto, Winx Club 3D - Magica avventura
- Digger in Il regno di Ga'Hoole - La leggenda dei guardiani
- Tullio in Rio, Rio 2 - Missione Amazzonia
- Guy in I Croods
- Theo Turbo in Turbo
- Amadeo in Goool!
- Jirō Horikoshi in Si alza il vento
- Creek in Trolls
- Héctor Rivera in Coco
- Voce narrante ne Il Grinch
- Zazu ne Il re leone
- Metphies nell'edizione home video di Godzilla - Il pianeta dei mostri, Godzilla - Minaccia sulla città e Godzilla mangiapianeti
- John Paul in L'organo genocida
- Masao Horiki in Human Lost - Lo squalificato
- Barone Orellana in Lupin III - Prigioniero del passato
- Tristan in Pil's Adventures - Un regno da salvare
- Sparrow in Miraculous World: New York, Eroi Uniti
- Luigi in Super Mario Bros. - Il film
- La Macchia in Spider-Man: Across the Spider-Verse
- Seth Green in Milo su Marte
- Noboru Taki in Liz e l'uccellino azzurro
- Orion adulto in Orion e il Buio

### Serie televisive
- Joseph Morgan in The Vampire Diaries, The Originals, Titans
- Jason Schwartzman in Wet Hot American Summer: First Day of Camp, Fargo
- Paul Dano in Guerra e pace, Escape at Dannemora
- Luke Mitchell in The Tomorrow People, Agents of S.H.I.E.L.D., Blindspot
- Sebastian Stan in Kings, The Falcon and the Winter Soldier, Pam & Tommy
- Blake Ritson in Mondo senza fine, Da Vinci's Demons, The Gilded Age, Il conte di Montecristo
- Jeremy Strong in Masters of Sex, Succession
- Alexander Skarsgård in Big Little Lies - Piccole grandi bugie
- Finn Wittrock in American Horror Story: Freak Show
- Benjamin McKenzie in The O.C., Southland
- Aaron Stanford in Nikita, L'esercito delle 12 scimmie
- Justin Chatwin in Shameless, American Gothic
- Seth Gabel in Dirty Sexy Money, Salem
- Octavio Pisano in Law & Order - Unità vittime speciali, Law & Order - Organized Crime
- Colin Hanks in Roswell, Dexter
- Tom Payne in The Walking Dead, Fear the Walking Dead
- Martin Starr in Silicon Valley, Tulsa King
- Ben Barnes in The Punisher, Tenebre e Ossa
- Serhat Parıl in Brave and Beautiful, Mr. Wrong - Lezioni d'amore
- Arthur Darvill in Legends of Tomorrow
- David Krumholtz in Numb3rs
- Ben Aldridge in Reign
- Chris Wood in Major Crimes
- Travis Schuldt in Scrubs - Medici ai primi ferri
- Jesse Nilsson in Adventure Inc.
- James Jordan in Veronica Mars
- Neil Grayston in Eureka
- Matthew Gray Gubler in Criminal Minds
- Michael Rosenbaum in Smallville
- Robert Buckley in One Tree Hill
- Matt Long in Jack & Bobby
- Keith Nobbs in The Pacific
- Will Estes in Reunion
- Jack Huston in Eastwick
- Eric Millegan in Bones
- Jared Keeso in Monster Warriors
- Reggie Lee in Prison Break
- Colton James in Settimo cielo
- Daniel Fox in Generation Kill
- Matt Lanter in Una donna alla Casa Bianca
- Michael Stahl-David in The Black Donnellys
- John Hensley in Witchblade
- Michael McMillian in Saved
- Okan Yalabik in The Protector
- Michael Soltis in Taken
- Thomas Ian Nicholas in Party of Five
- Angus McLaren in H2O
- Milo Ventimiglia in Gotham
- Joel de la Fuente in L'uomo nell'alto castello
- Scott Shepherd in Bluff City Law
- Fran Kranz in Benvenuti a The Captain
- Zachary Knighton in Amore e patatine
- James Sorensen in Blue Water High
- Jason Merrells in Queer as Folk
- James D'Arcy in Diario di una squillo perbene
- Anthony Martin in Insieme appassionatamente
- Gabriel Mann in Revenge
- Aneurin Barnard in The White Queen
- Diego Martín Gabriel in Velvet
- Hank Harris in C'era una volta
- Aaron Jakubenko in The Shannara Chronicles
- Pedro Alonso e Israel Elejalde in Il sospetto
- Pedro Alonso in Grand Hotel - Intrighi e passioni
- Víctor Clavijo in Quello che nascondono i tuoi occhi
- Nico Romero in Le ragazze del centralino
- Sam Underwood in Fear the Walking Dead
- Dimitri Leonidas in Riviera
- Tate Ellington in Quantico
- Brian Tee in Chicago Med
- Jason Biggs in Orange Is the New Black
- Wilson Bethel in Hart of Dixie
- Jakob Diehl in Dark
- Michael Rady in The Mentalist
- Juan Castano in What/If
- Rudi Dharmalingam in Progetto Lazarus
- Jared Leto in WeCrashed
- Evan Peters in Dahmer - Mostro: la storia di Jeffrey Dahmer
- Omid Abtahi in American Gods
- Kerem Bürsin in Immortals
- Brent Antonello in Dynasty
- Chris Coy in The Deuce - La via del porno
- Benjamin Levy Aguillar in Chicago PD
- Alexander Vlahos in Genius
- Maximilian Osinski in Ted Lasso
- Jeff Ward in One Piece
- Kıvanç Tatlıtuğ in Yakamoz S-245
- Nathaniel Martello-White in Il re d'inverno - Artù, dal mito alla leggenda
- Jonathan Roumie in The Chosen
- Oliver Chris in Rivals
- Franz Hartwig in Cassandra
- Julien Doré in Chiami il mio agente!
- Choi Daniel in Mask Girl
- Joseph Morgan in Halo
- Ashley Zukerman in Apple Cider Vinegar

### Soap opera e telenovelas
- Scott Clifton in Beautiful
- David Kramer in La strada per la felicità
- Rodrigo Guirao Díaz in Violetta e Terra ribelle
- Rodrigo Rumi in Bia
- Santiago Ramundo in Sangre de mi tierra

### Cartoni animati
- Creek in Trolls - La festa continua!, Trolls: TrollsTopia
- Sam in A tutto reality - La vendetta dell'isola, A tutto reality - All-Stars
- Schickadance in Ace Ventura
- Kagami ne La squadra del cuore
- Spyro in Skylanders Academy
- Principe Arthur ne Le incredibili avventure di Zorori
- Tony Jones in Magi-Nation
- A.J. Dalton in Hot Wheels Battle Force 5
- Mr. Towes in My Life Me
- Death the Kid in Soul Eater
- Gerard Fernandez, Mistgun in Fairy Tail, Fairy Tail: 100 Years Quest
- William B. Good (ep. 25) in Eureka Seven
- Sam Reynolds in Holly & Benji Forever
- Kattsuo in Hunter × Hunter
- Yoite in Nabari
- Mucardia/Kyosuke Momoi in Yes! Pretty Cure 5 GoGo!
- Archer Hawkins in Inazuma Eleven
- Wester/Hayato Nishi in Fresh Pretty Cure!
- Caposquadra Mike Zacharias in L'attacco dei giganti dall'episodio 2x01
- Rirove Rakels in Battle Spirits - Sword Eyes
- Jamie in Steven Universe
- Milo Murphy in La legge di Milo Murphy
- Ned in I fratelli Koala
- Prometeus in Mighty Magiswords
- Dennis Lee in Juniper Lee
- Apple in Apple & Onion[1]
- Aren Kuboyasu in The Disastrous Life of Saiki K.: Reawakened
- Faina in Mr. Magoo
- Bucky Barnes in What If...?
- Tim in Solar Opposites
- Gesù Cristo (2ª voce) e vari personaggi ne I Griffin
- Viktor in Arcane
- Faris D'jinn in DuckTales
- Shinpei Komiyama in Mix
- Yüji Hirano in Junji Ito Maniac
- Gideon Graves in Scott Pilgrim - La serie
- Matsumoto Shigeo in Solo Leveling

### Videogiochi
- Archer Hawkins in Inazuma Eleven 3[2]
- Louis in Epic Mickey 2: L'avventura di Topolino e Oswald[3]
- Il testimone in Destiny 2[4]
- Kerry Eurodyne in Cyberpunk 2077[5]
- Teletraan-X in Transformers Battlegrounds[6]
- Stregone (maschio) in Diablo IV[7]

## Riconoscimenti
La Musa d'Oro 2023: Miglior Doppiatore Serie TV per Evan Peters (Jeffrey Dahmer) in Monster: The Jeffrey Dahmer Story